# Ниво светског мора
Ниво светског мора (често се користи скраћени израз ниво мора) је средњи ниво површине једног или више океана и често се користи за изражавање висине. Користи се као референтна тачка у многим областима попут картографије, поморске навигације и авијације, где се користи атмосферски притисак, уз поређења са стандардним притиском на нивоу мора, како би се одредила висина летења. Честа и релативно једноставна метода одређивања нивоа мора је налажење средње вредности између средњег нивоа осеке и средњег нивоа плиме у одређеном месту.
На ниво мора може утицати много фактора. Ниво мора се у великој мери разликовао током промене геолошких доба. Пажљиво мерење промена нивоа мора пружа увиђај у климатске промене, јер се пораст нивоа мора често користи као доказ да је у току глобално загревање. Претпоставља се да је пораст нивоа мора у 20. веку и садашњем миленијуму узрокован климатским променама, а пажљивим мерењем варијација у просечног нивоа мора може пружити увид у текуће климатске промене.
Термин изнад нивоа мора се генерално односи на изнад средњег нивоа мора (AMSL). Термин AMSL значи изнад садашњег нивоа мора, упоређујући нивое мора у прошлости са нивоом данас. Земљин полупречник на нивоу мора је 6378,137 km (3963,191 mi) на екватору. На половима је 6356,752 km (3949,903 mi) и у просеку 6371,001 km (3958,756 mi).

## Мерење
Прецизно одређивање „средњег нивоа мора” тешко је постићи због многих фактора који утичу на ниво мора. Ниво мора доста варира по неколико параметара током времена. То се дешава зато што море је у сталном покрету, на шта утичу плиме и осеке, ветар, атмосферски притисак, локалне гравитационе разлике, салинитет и тако даље. Најлакши начин за израчунавање је одабиром локације и израчунавањем средњег нивоа мора у тој тачки, што се након тога може користити као полазна тачка. На пример, у периоду од 19 година на сваки сат мерити ниво мора, те усредњавањем вредности одредити средњи ниво мора у датој локацији.
За оператера мареографа, средњи ниво мора значи „водостај мирне воде” (ниво мора са блажим покретима, најчешће изазваних ветром) усредњен током времена тако да промене у нивоу мора, на пример, због плиме и осеке, такође бивају усредњене. Најчешће се одређује средњи ниво мора у односу на околне земљане површине. Сходно томе, промене у мерењима могу да буду изазване стварним променама нивоа мора, или променама висине земље на којој мареограф ради.

### Висина изнад нивоа мора
Висина изнад средњег нивоа мора (надморска висина) је узвишење (уколико је објекат на копну) или висина (уколико је објекат у ваздуху) објекта, у односу на средњи ниво мора. Такође се користи у ваздухопловству, где се неке висине бележе у односу на средњи ниво мора (није једнако са нивоом летења), као и у атмосферским наукама и геодетским мерењима.
За приказивање географских карактеристика, као што су планине на топографским картама, варијације висине означене су изолинијама. Висина планине значи највишу тачку или врх и, по правилу, приказана је у облику малог круга на топографској карти са надморском висином наведеном у метрима.
У ретким случајевима, када се место налази испод нивоа мора, надморска висина је негативна. За један такав случај, погледајте Аеродром Амстердам Схипхол.

## Суво земљиште
Неколико термина се користи за описивање променљивих односа између нивоа мора и сувог копна. Када се користи израз „релативан“, то означава промену у односу на фиксну тачку у гомили седимента. Термин „еустатичан“ се односи на глобалне промене нивоа мора у односу на фиксну тачку, као што је центар земље, на пример као резултат топљења ледених капа. Термин „стеричан“ се односи на глобалне промене нивоа мора услед термичког ширења и варијација салинитета.

## Промене
У 20. веку, ниво мора порастао је за 14 центиметара. Већи део овог раста може се приписати повећању температуре мора и као резултат тога благо термичко ширење у горњих 500 метара морске воде. Додатни доприноси, око једне четвртине од укупног броја, долазе из водених извора на земљи, као што је топљење снега и глечера и експлоатација подземних вода за наводњавање и других домаћих и људских употреба.